# Lanesboro (Pensilvania)
Lanesboro es un borough ubicado en el condado de Susquehanna en el estado estadounidense de Pensilvania. En el año 2000 tenía una población de 588 habitantes y una densidad poblacional de 89.0 personas por km².

## Geografía
Lanesboro se encuentra ubicado en las coordenadas 41°57′48″N 75°34′55″O / 41.96333, -75.58194.

## Demografía
Según la Oficina del Censo en 2000 los ingresos medios por hogar en la localidad eran de $27,727 y los ingresos medios por familia eran $34,844. Los hombres tenían unos ingresos medios de $30,750 frente a los $20,577 para las mujeres. La renta per cápita para la localidad era de $13,873. Alrededor del 19.5% de la población estaba por debajo del umbral de pobreza.